# Heroma
Heroma är ett HR- och lönesystem med schema- och bemanningshantering. Det används bland annat inom elva av Sveriges regioner, bland dem Västra Götalandsregionen, samt flera kommuner. 
Systemet utvecklades ursprungligen av IBM under namnet Palett, med koppling till stordatorlön. Numera är Heroma ett webb- och Windows-baserat system inne på sin 3:e plattformsgeneration och ingår i IT-företaget CGIs produktutbud.

## Funktionalitet
Systemet har utvecklats efterhand, när behov och utveckling har ställt nya krav. Idag har Heroma funktioner för bland annat lön, resehantering, lönerevision, LAS, rekrytering, kompetens, rehabilitering, arbetsmiljö, schema, bemanning, individuell schemaplanering och vikariehantering.

## Teknik
Systemets arkitektur bygger på Microsoft.NET och är en skalbar flerlagerlösning som stödjer klientplattformar från Windows, webb till Appar.

## Kunder
Kunderna varierar stort men störst bas finns inom den offentliga sektorn med kommuner, landsting, statliga myndigheter och verksamheter med behov inom arbetstidsplanering.